# Karabo Khakhau
Karabo Lerato Khakhau é uma política sul-africana que actua como membro da Legislatura Provincial do Estado Livre para a Aliança Democrática (DA) desde maio de 2019. Com 21 anos de idade na altura da sua eleição, ela tornou-se no membro mais jovem da legislatura provincial. Khakhau foi anteriormente presidente do conselho de representantes estudantis da Universidade da Cidade do Cabo.

## Infância e educação
Khakhau nasceu em Welkom, no Estado Livre. Ela matriculou-se no Welkom-Gimnasium. É bacharel em ciências sociais pela Universidade da Cidade do Cabo.

## Carreira política
Khakhau juntou-se à Aliança Democrática em 2016. Em outubro de 2017, a organização estudantil do DA ganhou a maioria de nove dos quinze assentos no conselho representativo dos estudantes da Universidade da Cidade do Cabo. Ela foi eleita presidente do SRC não muito tempo depois.
Após a eleição geral realizada a 8 de maio de 2019, Khakhau foi nomeada para a Legislatura Provincial do Estado Livre conforme o apoio do partido na província crescia. Ela tomou posse como membro da legislatura a 22 de maio de 2019. Consequentemente, ela tornou-se o membro mais jovem de todos os tempos, pois tinha apenas 21 anos quando assumiu o cargo.